# Sibianor stepposus
Sibianor stepposus is een spinnensoort uit de familie van de springspinnen (Salticidae). De wetenschappelijke naam van de soort werd voor het eerst geldig gepubliceerd in 1991 door Dmitri Viktorovich Logunov.
De soort komt voor in Rusland en Kazachstan.